# Bernama
Бернама (малайск. Berita Nasional Malaysia — Bernama; англ. Malaysian National News Agency) — государственное информационное агентство Малайзии. Учреждено парламентским декретом в 1967 году. Постановлением правительства от 1 мая 1984 наделено исключительным правом распространять информацию иностранных информационных агентств. Является членом Организации информационных агентств стран Азии и Тихого океана (ОАНА).  Имеет представительства во всех штатах Малайзии, а также зарубежные бюро на постоянной основе в Джакарте, Сингапуре, Нью-Дели, Бангкоке, Пекине, Дубае, Вашингтоне, Лондоне и Австралии. В 1998 году начал работу новостной телеканал Bernama TV, с 2008 года вещающий круглосуточно. В 2007 году агентство основало радиостанцию Radio24.

## Генеральные директора
- Мохд. Раус Борхан (1991-1998)
- Сеид Джамил Сеид Джаафар (2000-2007)
- Азман бин Уджанг (2007-2008)
- Хаснул Хассан (2009-2012)
- Йонг Су Хеонг (2013-2014)
- Зулкефли Саллех (2015-2018)
- Нурини Кассим (2019-)